# International Arctic Science Committee
International Arctic Science Committee (IASC) är en icke-statlig, internationell organisation som arbetar med att främja och underlätta samarbete inom arktisk forskning. IASC:s geografiska ansvarsområde är Norra ishavet och dess omgivande landmassor. 

## Medlemmar
IASC grundades 1990 av åtta arktiska länder: Danmark, Finland, Island, Kanada, Norge, Ryssland (då Sovjetunionen), Sverige och USA. Organisationen är öppen för alla länder med intresse för forskning om Arktis, och ytterligare 15, icke-arktiska, stater har anslutit sig: Frankrike, Indien, Italien, Japan, Kina, Nederländerna, Polen, Portugal, Schweiz, Spanien, Storbritannien, Sydkorea, Tjeckien, Tyskland och Österrike. 

## Organisation
IASC:s arbete leds av ett råd (IASC Council) där Magnus Friberg från Vetenskapsrådet (VR) är svensk representant. VR utser och finansierar de svenska forskare som deltar i IASC:s fem arbetsgrupper. Det är dessa arbetsgrupper som identifierar och formulerar vetenskapliga planer och prioriteringar.  
Svenska representanter med mandat till 31 december 2019 är:
- IASC Council: Dr. Mats Andersson, Vetenskapsrådet
- Arbetsgruppen Atmosphere: Prof. Michael Tjernström, Stockholms universitet
- Arbetsgruppen Cryosphere: Prof. Veijo Pohjola, Uppsala universitet
- Arbetsgruppen Marine: Prof. Pauline Snoeijs Lejonmalm, Stockholms universitet
- Arbetsgruppen Social & Human: Prof. Peter Sköld, Umeå universitet
- Arbetsgruppen Terrestrial: Prof. Hans Linderholm, Göteborgs universitet